# جيف وركمان
جيف وركمان (بالإنجليزية: Geoff Workman)‏ هو موسيقي ومنتج أسطوانات وملحن بريطاني، ولد في 21 سبتمبر 1947 في ليفربول في المملكة المتحدة، وتوفي في 28 يناير 2010 في دنفر في الولايات المتحدة.

## روابط خارجية
- جيف وركمان على موقع ميوزك برينز (الإنجليزية)
- جيف وركمان على موقع أول ميوزيك (الإنجليزية)
- جيف وركمان على موقع ديسكوغز (الإنجليزية)